# Sergio Ferraris
Sergio Ferraris (Vercelli, 22 agosto 1960) è un giornalista italiano.

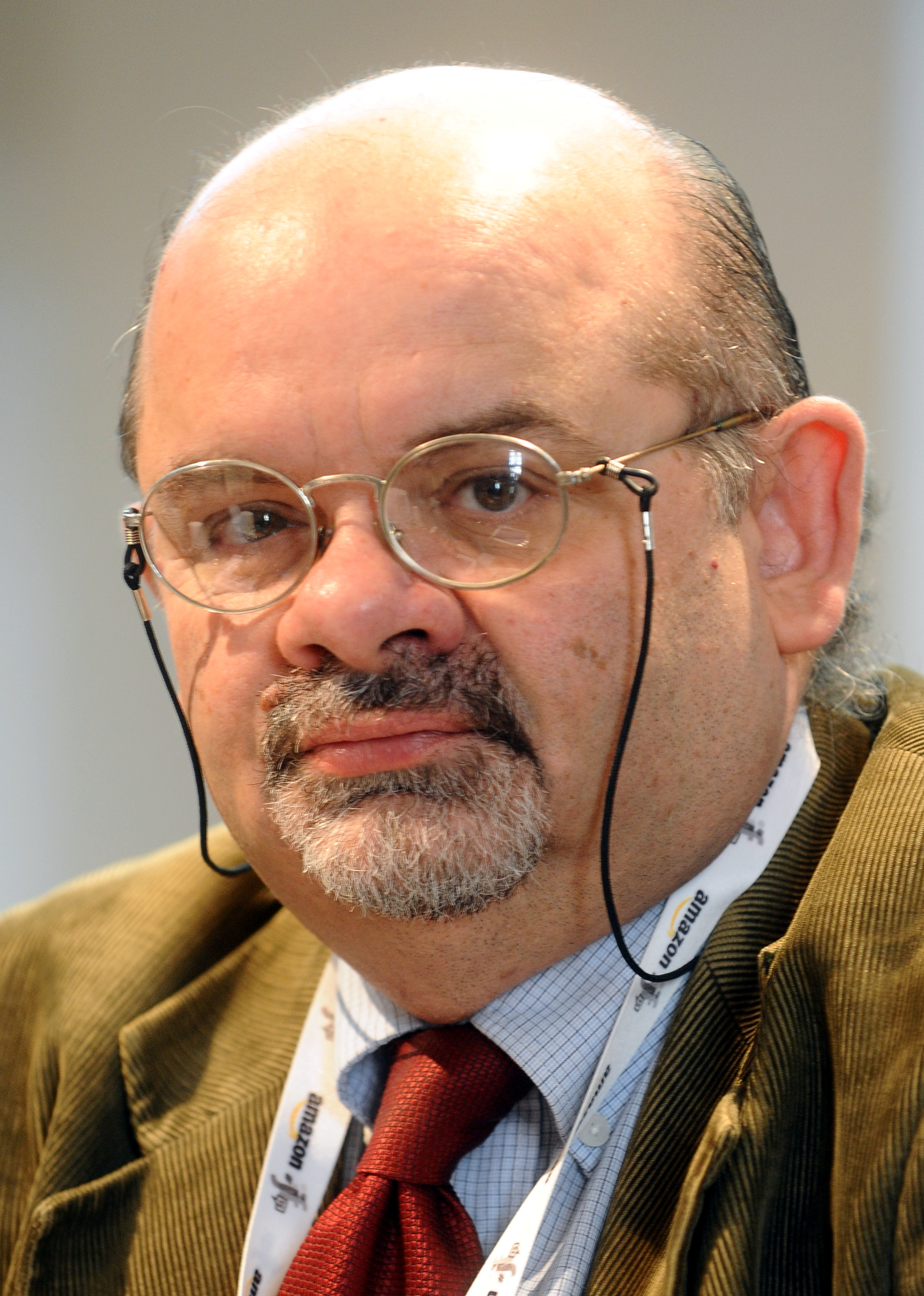
Sergio Ferraris al Festival Internazionale del Giornalismo di Perugia

Scrive sulla rivista La Nuova Ecologia ed è direttore della rivista Quale Energia, con le quali si occupa di tematiche ambientali ed energetiche.
Ha lavorato per Rai Educational come autore di documentari scientifico-ambientali ed ha realizzato l'unico documentario italiano sul Summit mondiale sullo sviluppo sostenibile di Johannesburg del 2002.
Dal 2012 è responsabile per la rivista Tekneco della sezione "bioedilizia"
Suoi servizi giornalistici e fotografici sono stati pubblicati su L'Espresso, Panorama, Epoca, Famiglia Cristiana, Gambero Rosso, Stern, El País, La Repubblica, il manifesto, Diario, Fotografare e altri.
È esperto di fotografia digitale ed è autore di alcuni libri sull'argomento.

## Documentari
- "Rio + 10", 55 minuti, Rai Educational, 2002
- "Barcellona città sostenibile", 25 minuti, Rai Educational, 2005

## Libri
- Fotografare con il digitale”, edizioni “Fotografare”, 2001
- I trucchi digitali”, edizioni “Fotografare”, 2002

## Pubblicazioni
- Intifada”,  “Dipartimento Informazione Organizzazione di Liberazione della Palestina”, 1989
- Il mito del benessere”,  “Editori Riuniti”, 1999
- L'Italia di fine secolo”,  “Editori Riuniti”, 2000

## Mostre collettive
- La mia patria il mondo”,  “Chianciano, Roma”, 2000
- Emigrazioni-Immigrazioni”,  “Roma”, 2000

## Mostre individuali
- Se questo è un uomo”,  “Roma, Potenza, Siracusa”, 2004 2006
- Vivere in discarica”,  “Roma”, 1997
- Vivere in discarica”,  “Bagdad”, 1998

## Esposizioni permanenti
- Museo della fotografia moderna di Yokohama”, 1997